# Löbitz
Löbitz ist ein Ortsteil der Gemeinde Mertendorf im Burgenlandkreis in Sachsen-Anhalt.

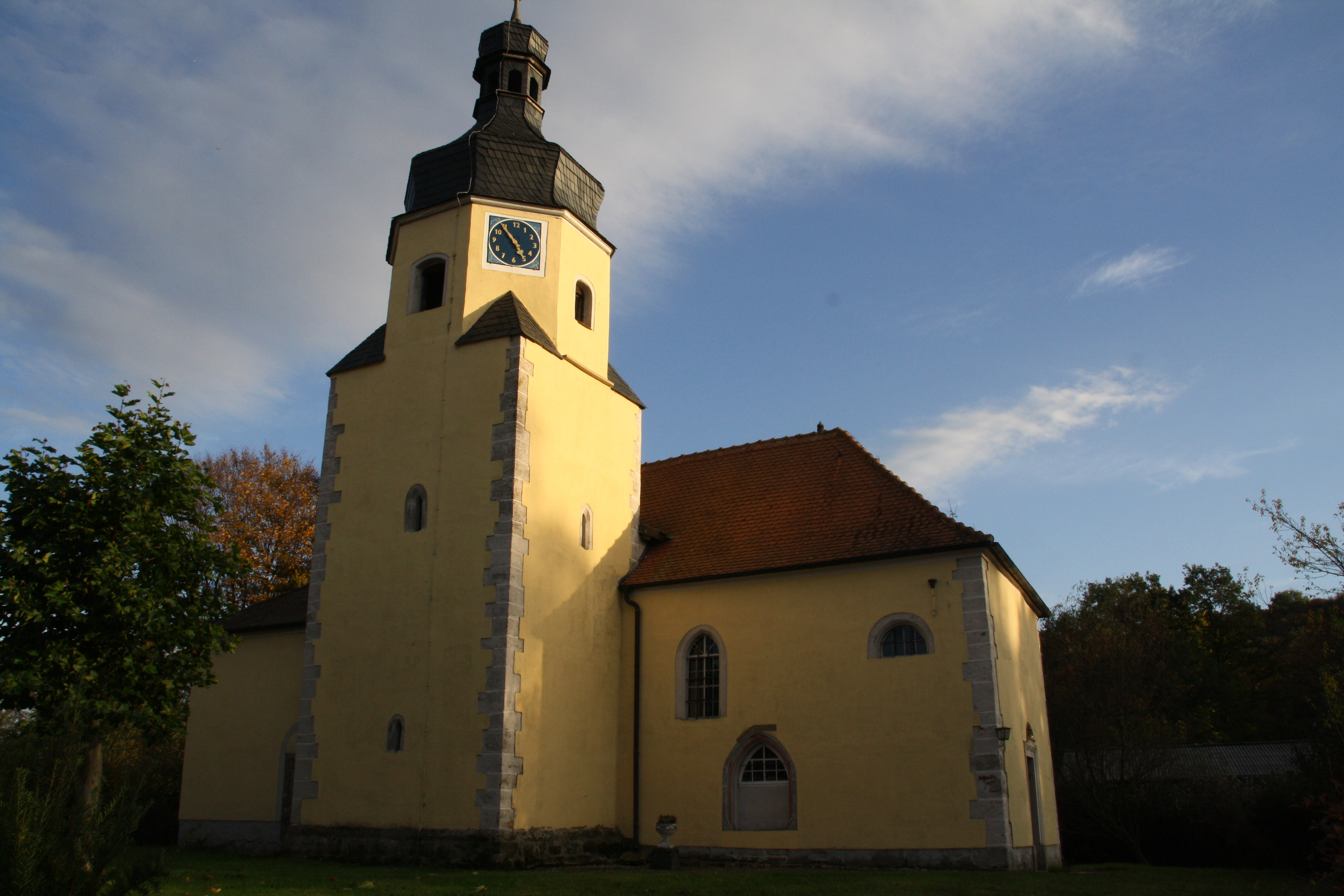
Kirche Löbitz

## Geografie

### Geografische Lage
Löbitz liegt etwa zehn Kilometer südöstlich von Naumburg (Saale) im Wethautal. Als Ortsteile der ehemaligen Gemeinde waren Großgestewitz und Pauscha ausgewiesen.

## Geschichte
Der Ort Löbitz wurde 1237 als Lawitz erstmals urkundlich erwähnt.
Am 1. Juli 1950 wurde die bis dahin eigenständige Gemeinde Pauscha eingegliedert.
Am 1. Januar 2010 schlossen sich die Gemeinden Löbitz und Görschen mit der Gemeinde Mertendorf zur neuen Gemeinde Mertendorf zusammen. Noch einen Tag zuvor wurde Utenbach nach Löbitz eingemeindet.

## Wirtschaft und Infrastruktur

### Verkehr
Löbitz gehört zum Mitteldeutschen Verkehrsverbund. Durch Löbitz verkehrt die Buslinie 618 Naumburg (Saale)–Mertendorf–Osterfeld der Personenverkehrsgesellschaft Burgenlandkreis. Die nächstgelegenen Bahnhöfe sind Mertendorf und Stößen an der Bahnstrecke Naumburg–Teuchern.
Die Bundesstraße 180 (Naumburg–Zeitz) verläuft etwa fünf Kilometer nordöstlich von Löbitz. Die nächste Autobahnanschlussstelle ist Naumburg an der Bundesautobahn 9, etwa sieben Kilometer östlich.

## Persönlichkeiten
- Karl August von Schauroth (1755–1810), österreichischer Reitergeneral, geboren in Großgestewitz
- Eugen Diederichs (1867–1930), ab 1904 Verlagsbuchhändler in Jena, geboren in Löbitz